# BLUE (滴草由実のアルバム)
『BLUE』（ブルー）は、滴草由実の6枚目のオリジナルアルバム。

## 解説
- 本作のコンセプトは、タイトルが象徴する『BLUE』である。滴草本人はこのアルバムについて「現代社会で生きる忙しない毎日の中、マイナスの感情（BLUE）を抱えながら見上げる空は、どんなに奇麗な青空でも悲しく見える時がある。このアルバムを聴き終えた時、聴き手の心の中にある曇りをそっと取り除き、澄み渡る青空（BLUE）に出来るような作品」[1]とコメントしている。
- 全32ページに及ぶ「”BLUE” Concept Art Book」と同梱での発売となった。
- リード曲「All my life」のフルPVが制作され公式HP、YouTubeで公開されている。
- 収録曲「D」のリミックスバージョンと「Everytime」は、2015年5月27日に発売された、滴草の初のアナログ盤EP「Limited Remixes」で先行披露されていた。

## 収録曲
1. All my life
作詞・作曲:滴草由実 track by T-4
2. Run Away
作詞・作曲:滴草由実 track by Xtra Jam
3. LOVE ME
作詞・作曲:J. Farmer・K. McPherson、Produce by Jason "J-Vibe" Farmer
4. Still Love You
作詞・作曲:滴草由実 track by T-4
5. BLUE [ interlude ]
作詞・作曲:滴草由実 track by T-4
6. Be with you
作詞・作曲:滴草由実 track by T-4
7. Everytime
作詞・作曲:滴草由実 track by 溝口真矢（StarRo）
8. D [ original ver.]
作詞・作曲:滴草由実 track by Xtra Jam
9. down and out
作詞・作曲:滴草由実 track by Xtra Jam
10. この街で
作詞:滴草由実 作曲・編曲:有木竜郎

## タイアップ
- 千葉テレビ『MUSIC LAUNCHER』2005年7月度エンディングテーマ（M-1）
- 伊勢半キスミーマスカラ「HEAVY ROTATION」WEB CMソング（M-6）